# Berylmys bowersi
Berylmys bowersi és una espècie de mamífer rosegador de la família dels múrids. Viu a altituds d'entre 600 i 1.800 msnm a l'Índia, Indonèsia, Laos, Malàisia, Myanmar, Tailàndia, el Vietnam i la Xina. Ocupa una gran varietat d'hàbitats. És una espècie en risc mínim, és a dir, no sembla que hi hagi cap amenaça significativa per a la seva supervivència. Aquest tàxon fou anomenat en honor del capità Alexander Bowers.